# British Standards Institution
British Standards Institution (BSI group) is een multinational die als belangrijkste doel heeft het produceren en beheren van standaarden en gerelateerde diensten.

## Geschiedenis[2]
- 1901: Opgericht op 22 januari 1901 in Londen als Engineering Standards Committee[3] ten behoeve van de standaardisatie van de ijzer- en staaldelen. De commissie slaagt erin de vele verschillende maten van stalen structuurdelen te verminderen van 175 naar 113. Hiermee is standaardisatie van start.
- 1914-1918: Tijdens de Eerste Wereldoorlog maken de Admiraliteit, het Ministerie van Oorlog, het Ministerie van Handel, Lloyd's Register, het Ministerie van Binnenlandse Zaken, het Ministerie van Wegverkeer, de gemeente Londen en veel koloniale overheden gebruik van British Standards. In de jaren '20 verspreidt de standaardisatie zich naar Canada, Australië, Zuid-Afrika en Nieuw-Zeeland. Ook in de Verenigde Staten en in Duitsland neemt de interesse toe.
- 1918: Naar aanleiding van het vele standarisatiewerk hernoemd tot British Engineering Standards Association
- 1929: Wordt erkend door een koninklijk handvest (Royal Charter) op 22 april 1929
- 1931: Neemt de naam British Standards Institution (BSi) aan nadat een aanvullend handvest is verleend
- 1939-1945: Na het uitbreken van de Tweede Wereldoorlog worden de gewone werkzaamheden met betrekking tot normen stilgelegd. Alle aandacht gaat uit naar de productie van 'oorlogsnormen'.  Tussen 1939 en 1945 worden meer dan 400 oorlogsnormen ontwikkeld.
- 1942: De Britse overheid erkent BSI officieel als de enige organisatie die nationale normen mag uitgeven
- 1946: In 1946 vindt de eerste Commonwealth Standards Conference ooit plaats. De conferentie wordt georganiseerd door BSi en gehouden in London. De conferentie leidt tot de oprichting van de International Organization for Standardization (ISO).
- 1979: In 1979 publiceert BSi de eerste kwaliteitsnorm voor managementsystemen, BS 5750.  Deze norm wordt in 1987 vervangen door de serie ISO 9000-normen. BS 5750 vormde de inspiratiebron voor deze internationale normen.
- 1991: Opening vestiging in de Verenigde Staten van Amerika in Reston, Virginia
- 1992: In navolging van de succesvolle norm BS 5750 publiceert BSI in 1992 de eerste norm ter wereld voor milieumanagementsystemen, BS 7750, in 1996 opgevolgd door ISO 14001, "Milieumanagementsystemen".
- 1995: Opening vestiging in Hong Kong
- 1998: Splitst zich op in drie delen onder de handelsnaam BSI Group. In de jaren hierna opent de groep nieuw kantoren diverse landen en verwerft het diverse toonaangevende organisaties op het gebied van trainingen, publicaties en certificering, waaronder in 2004 de certificeringstak van KPMG in Nederland, KPMG Certification B.V.

## Acquisities
Vanaf 1998, de BSi Groep haar groei bewerkstelligd onder andere door de volgende acquisities:
- 1998: CEEM, USA and International Standards Certification Pte Ltd, Singapore
- 2002: KPMG’s certification business in de VS
- 2003: BSI Pacific Ltd, Hong Kong
- 2004: KPMG’s certification business in Nederland
- 2006: Nis Zert, Duitsland; Entropy International Ltd, Canada & VK; Benchmark Certification Pty Ltd, Australië; ASI-QS, UK
- 2009: Supply Chain Security Division of First Advantage Corp. VS; Certification International S.r.l, Italy; EUROCAT, Duitsland
- 2010: GLCS, the leidende certificeerder van gas gerelateerde consumentenapparatuur in het Verenigd Koninkrijk, en 1 van de top 3 in Europa, de certificeer activiteiten van BS Services Italia S.r.l. (BSS); Systems Management Indonesia (SMI).
- 2013: 9 May 2013 - NCS International en haar dochteronderneming NCSI Americas, Inc.
- 2015: 24 January – EORM, een VS consultancy onderneming gespecialiseerd in milieu, en arbo (Environment/health/safety: EHS) en diensten op het gebied van duurzaamheid
- 2015: 30 January - de "management systems" certificeer activiteiten van PwC in Zuid-Afrika
- 2016: 4 April - Espion Ltd en Espion VK, experts in beveiliging van informatie
- 2016: 15 August - Atrium Environmental Health and Safety Services LLC, experts in arbo en veiligheid en milieu compliance
- 2016: 22 September – Creative Environment Solutions (CES) Corp., een milieu en veiligheid consultancy onderneming
- 2016: 4 October – Info-Assure Ltd, een leidende leverancier op het gebied van cyber- en informatiebeveiliging

## BSI British Standards
BSI British Standards is de belangrijkste divisie van de groep en is als de nationale standaards organisatie van het Verenigd Koninkrijk verantwoordelijk voor het opmaken en publiceren van Britse standaarden en vertegenwoordigt het Verenigd Koninkrijk op internationale fora zoals ISO, IEC, CEN, CENELEC en ETSI, die Europese en internationale standaarden vastleggen.

## BSI Management Systems
BSI Management Systems is de divisie die zorgt voor het valideren en certificeren van bedrijven die management standaarden implementeren.

## BSI Product Services
BSI Product Services is de divisie die zorgt voor het testen en certificeren inclusief het geven van het Europese CE-keurmerk.